# Agua potable y saneamiento en Venezuela

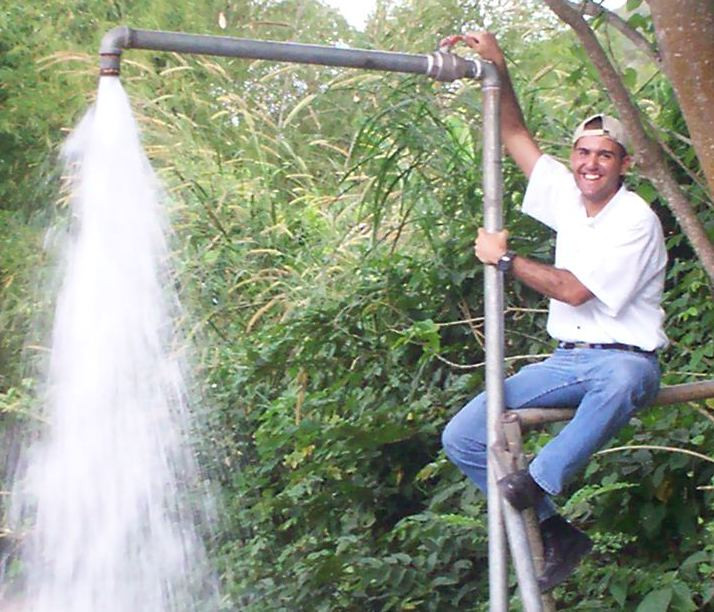
Toma hidráulica en el pozo Los Lirios de Paracotos en 2006.

Los servicios de abastecimiento de agua potable y de saneamiento en Venezuela se caracterizan por su insuficiente cobertura. Las inversiones en el sector son escasas, reflejando en cierta medida las fluctuaciones en los precios del petróleo. El sector enfrenta un proceso de descentralización desde 1991, y su avance no ha sido constante.
El acceso a servicios mejorados de abastecimiento de agua y de saneamiento continúa siendo extremadamente bajo según los estándares regionales, a pesar de los ingresos sustanciales derivados del petróleo. 
Diversas fuentes de información indican diferentes niveles de acceso a servicios. El 87% de la población contó con acceso a agua potable según el último censo en 2001. Se estima que en 2001, más de 4.2 millones de personas carecían de acceso a agua entubada.
En referencia al saneamiento, se estima que en 2007 82% de la población tenía acceso a este servicio (84% de la población urbana y 72% de la población rural).[cita requerida] Según cifras de la empresa l, en 2007 el acceso a servicios de agua potable estaba 92% (94% de la población urbana y 79% de la población rural).

## Calidad del servicio de  en 1999
En 2001, el Instituto Nacional de Estadísticas (INE) realizó un estudio sobre la calidad de los servicios de agua y saneamiento en los 335 municipios del país, encontrando que dichos servicios eran insuficientes en 231 municipios, aproximadamente el 70% del total. [cita requerida]
Según el informe de Venezuela para la conferencia Latinosan, en junio de 2007 el 20% de las aguas residuales recolectadas fue sometido a tratamiento. Según una presentación de Hidroven, este porcentaje estaba 26% en el mismo año.
El abastecimiento de agua no es uniformemente continuo y con frecuencia no llega a satisfacer las normas básicas de calidad para el agua potable. En consecuencia, muchos usuarios se ven forzados a utilizar fuentes alternativas y más onerosas de abastecimiento de agua. Por ejemplo, los usuarios pobres de los barrios urbanos del centro de Venezuela, con frecuencia pagan el equivalente aproximado de 1 dólar 90 centavos por m³ de agua comprada de un camión cisterna, una tarifa mucho mayor que la tarifa que aplica al agua proveniente de la red.[cita requerida]

## Responsabilidad por el abastecimiento de agua y el saneamiento
El marco institucional del sector de agua y saneamiento es caracterizado por la concentración de muchas competencias (rectoría, regulación y prestación de servicios) al nivel nacional. Una Ley Orgánica para la Prestación de los Servicios de Agua Potable y Saneamiento se aprobó en 2001 para descentralizar la provisión de servicios y separar institucionalmente la rectoría, la regulación y la prestación de servicios en el sector. Sin embargo, casi ningunas de las reformas previstas en esta ley se han implementado. 
A pesar del razonamiento de agua que se ha venido ejecutando las empresas de agua potable en Venezuela no dan abastecimiento para toda la población Venezolana el 73% de la población atendida recibe servicios de agua y saneamiento de la empresa nacional de aguas HIDROVEN. El resto de la población es servido por cinco empresas estatales, la Corporación Venezolana de Guayana (CVG), algunas municipalidades y organizaciones comunitarias.
De acuerdo con la Ley Orgánica del Poder Público Municipal, la prestación de los servicios es responsabilidad de las 335 municipalidades del país, los cuales son propietarios de la infraestructura de agua y saneamiento y que, en principio, también fijan las tarifas de estos servicios. Sin embargo, en la práctica, sólo unos cuantos de estos municipios cuentan con la capacidad y los recursos necesarios para cumplir con estas responsabilidades.[cita requerida]

### HIDROVEN
La C.A. Hidrológica de Venezuela (HIDROVEN) es la casa matriz del Agua Potable y Saneamiento del Sector Agua Potable y Saneamiento (Sector APS) en Venezuela. Fue constituida el 24 de mayo de 1990, funcionando conjuntamente con diez Empresas Hidrológicas Regionales, teniendo como responsabilidad desarrollar políticas y programas en materia de abastecimiento de Agua Potable, Recolección y Tratamiento de Aguas Servidas y Drenajes Urbanos, así como el establecimiento de directrices para la administración, operación, mantenimiento y ampliación de los sistemas atendidos por cada una de sus filiales.

Las empresas filiales y descentralizadas que son regidas y supervisadas por HIDROVEN, son las siguientes:
- Hidrológica de la Región Capital (HIDROCAPITAL), en el Distrito Capital y los estados Miranda y Vargas.
- Instituto Municipal Aguas de Sucre (IMAS), en el estado Miranda.
- HIDROANDES, estados Barinas y Trujillo.
- HIDROBOLÍVAR, estado Bolívar
- HIDROCARIBE, estados Estado Anzoátegui, Nueva Esparta y Sucre.
- HIDROCENTRO, estados Aragua, Carabobo.
- HIDROFALCÓN, estado Falcon.
- HIDROLAGO, estado Zulia.
- HIDROLLANOS, estado Apure.
- HIDROPÁEZ, estado Guárico.
- HIDROSUROESTE, estado Táchira.
- HIDROLARA, en Lara.
- CVG-GOSH estados Amazonas y Delta Amacuro.
- Aguas de Mérida
- Aguas de Ejido.
- Aguas de Monagas.
- Aguas de Cojedes
- Aguas de Mérida.
- Aguas de Portuguesa.
- Aguas de Yaracuy.

Cada empresa regional cubre entre uno y tres de los 23 estados del país. La responsabilidad en cuanto a fijación de tarifas dentro de los niveles máximos fijados por el gobierno nacional es compartida por las empresas regionales y las municipalidades.
HIDROVEN y sus empresas regionales afiliadas son los propietarios directos de parte de la infraestructura central para el abastecimiento de agua a las empresas municipales y estatales.
Cabe destacar que hasta 1990 el ente encargado de todo lo relacionado con el agua potable y saneamiento era el extinto Instituto Nacional de Obras Sanitarias (INOS).

### Corpor
En la región de Guayana, en los estado Delta Amacuro y Amazonas, los servicios de agua y alcantarillado para las zonas urbanas son proporcionados por la Gerencia de Obras Sanitarias e Hidráulicas de la Corporación Venezolana de Guayana (CVG-GOSH). La CVG es un conglomerado empresarial cuya principal actividad es la minería. En el estado Bolívar, la empresa encargada de la prestación del servicio de agua potable e industrial se llama HIDROBOLIVAR, C.A, creada en el año 2005.
A escala estatal, existen cinco empresas de agua descentralizadas:
- HIDROBOLIVAR Bolívar
- HIDROLARA, en Lara
- Aguas de Mérida
- Aguas de Portuguesa
- Aguas de Yaracuy
- Aguas de Monagas
- Aguas de Cojedes

La población de estos cinco estados representa casi el 20% de la población total del país.
En algunos municipios, los servicios son proporcionados a través de empresas municipales, tales como:
- Aguas de Anaco, en el estado Estado Anzoátegui;
- Aguas de Capitanejo y Aguas de Zamora, en el estado Barinas;
- Aguas de Mérida, en el estado Mérida; y
- Instituto Municipal Aguas de Sucre (IMAS), en el estado Miranda.

### Organizaciones comunitarias
Los sistemas rurales de agua son administrados por organizaciones comunitarias, incluyendo algunas cooperativas. En 2003, unas 20 cooperativas urbanas también proporcionaban servicios de agua a los vecindarios.[cita requerida]
El gobierno de Hugo Chávez propició este tipo de “experiencias comunitarias”, las cuales también incluyen las llamadas Mesas Técnicas de Agua: asociaciones involucradas en el monitoreo de las redes de abastecimiento de agua y de saneamiento en los vecindarios, incluyendo la identificación y reducción de fugas y conexiones ilegales. En 2007, Venezuela contaba con unas 2,800 mesas técnicas de agua de este tipo.

### Políticas y regulación
El Ministerio del Poder Popular para el Ambiente tiene a su cargo la definición de las políticas de agua y saneamiento para Venezuela, en concordancia con las políticas gubernamentales generales. Y en conjunto con el Ministerio del Poder Popular de Industrias Ligeras y Comercio fija las tarifas máximas permisibles para el sector.
El Presidente de HIDROVEN es Miguel Leonardo Rodríguez

## Eficiencia
Según indica HIDROVEN, "el porcentaje de agua no facturada alcanza actualmente el 62%, muy por encima del promedio regional de 40%, superando su nivel histórico de 55% en 1996 y 59% en 1997. HIDROVEN sugiere que las conexiones ilegales son el principal causante del alto porcentaje de agua no facturada en el país", pero la realidad es que la gran mayoría de los hogares venezolanos prácticamente no reciben agua potable, la misma llega por tuberías escasos días al año y en malas condiciones, las continuas fallas del servicio por falta de mantenimiento en el sistema hacen que la mayoría de los usuarios se vean en la imperiosa necesidad de contratar camiones cisterna para poder abastecerse de agua en virtud de las grandísimas fallas en el servicio de agua potable por tuberías, lo cual constituye una violación a los derechos humanos de la población, por lo tanto, no se justifica cobro alguno del servicio ya que prácticamente no existe y como HIDROVEN también indica, "es probable que el registro inadecuado del mantenimiento y la rehabilitación también contribuyan a estas cifras tan altas de pérdidas".[cita requerida]

## Tarifas y recuperación de costos
Nivel de tarifas. 35% de la población conectada a las redes de agua está exento del pago de tarifas, como es considerada de escasos recursos. Otro 11% de los usuarios son facturados solamente un 20% del valor de las tarifas, ya bajas, como son considerados como suscritores sociales.
En Venezuela, los niveles tarifarios varían sustancialmente, alcanzando una proporción de casi 1:10 entre las empresas regionales. Esto refleja las diferencias en cuanto al costo de la prestación de los servicios. Las tarifas más altas se dan en Caracas, y las más bajas en Aguas de Yaracuy y Llanos. [cita requerida]
Como se mencionó anteriormente, en febrero de 2003 se congelaron las tarifas para todo el país, lo que provocó el descenso del valor real de las tarifas debido a la inflación.
El precio medio referencial de Hidroven es el siguiente por varias categorías de usuarios:
- Social: 251 VEBs/m³ (US$ 0.12/m³)
- Residencial: 427 PMRSBs/m³ (US$ 0.20/m³)
- Comercial: 510 PMRSBs/m³ (US$ 0.24/m³)
- Industrial: 577 PMRSBs/m³ (US$ 0.27/m³)[6]

Cobro. El proceso de facturación y cobro también es inadecuado, ya que los cobros por consumo en todo el sector durante el año 2003 representaron apenas el 73% de la facturación total. En 1998, este coeficiente alcanzó únicamente el 62%. Entre las empresas individuales, el porcentaje tuvo una enorme diferencia: entre 26% en Yaracuy y 80% en Mérida. En 2001, la cobertura de micromedición se estimó en un promedio nacional de 14%.[cita requerida]
Recuperación de costos. En Venezuela las costos de inversión no se trasladan a los usuarios. Además, los ingresos suelen ser insuficientes para cubrir los costos de operación. En 2002, se estimó que la relación entre los ingresos y los costos de operación era de un 86%, un incremento sustancial en comparación con el 27% en 1994, el 65% en 1997 y el 75% en 2000, a pesar de los altos niveles de inflación.[cita requerida]

## Inversión y financiamiento

### Niveles históricos de inversión
No existen datos recientes en cuanto al nivel de inversión en el sector. En los cinco años comprendidos entre 1997 y 2001, Venezuela invirtió 637 millones de dólares en agua y saneamiento, es decir, un promedio de 127 millones anuales. Históricamente, las inversiones en el sector han sido volátiles. Por ejemplo, la inversión anual en el período 1986-1998 fluctuó entre menos de 100 millones de dólares (en 1989) y 400 millones de dólares (en 1992). En gran medida, los niveles de inversión reflejan las fluctuaciones en los precios del petróleo. Dichos niveles declinaron en el período 1986-1989, cuando los precios del petróleo habían alcanzado un punto muy bajo. Las inversiones se dispararon en 1992, luego de un alza en los precios del petróleo, para volver a caer en picada cuando los precios del petróleo decayeron durante el resto de la década de los noventa. La volatilidad del financiamiento destinado al sector ha dificultado el inicio de un programa de inversión sostenible en el mediano plazo, el cual se hace necesario para rehabilitar la infraestructura y ampliar el acceso a los servicios.[cita requerida]

### Niveles de inversión planificados
En 2002, el gobierno adoptó un ambicioso plan de inversión a seis años para el sector. Según dicho Plan, hacia finales de 2007, la cobertura tanto de los servicios de agua potable como de saneamiento debería alcanzar un 99%; el porcentaje de agua no facturada debería reducirse a 45%; la eficiencia de los procesos de cobro debería haber aumentado a 95%; y el porcentaje de agua residual tratada debería llegar al 30%. El Plan estima que durante el período 2003-2015 se requerirá una inversión total de 4.77 mil millones de dólares para el sector, lo que implica una inversión anual promedio de aproximadamente 500 millones de dólares, o un nivel aproximadamente cuatro veces mayor que los niveles históricos de inversión.[cita requerida]

### Financiamiento
Previo a la descentralización que tuvo lugar en la década de los noventa, las inversiones se financiaban, casi exclusivamente, mediante las transferencias que el gobierno central realizaba a través de una serie de distintos programas, incluyendo fondos provenientes de los préstamos otorgados por las instituciones financieras internacionales, y que eran transferidos en calidad de donación a los proveedores de servicios. En 2000-2001, los gobiernos estatales y las municipalidades financiaron casi la mitad de las inversiones totales de 120 millones y 190 millones de dólares, respectivamente. El mercado de capitales no realiza contribuciones al financiamiento del sector.[cita requerida]

### Procedimientos para financiar las inversiones
La ley sectorial del año 2001 exige la creación de un Fondo de Asistencia Financiera (FAF), el cual habrá de ser administrado por una nueva entidad llamada ONDESAPS, encargada de coordinar y focalizar las inversiones en el sector (ver sección anterior sobre la nueva ley sectorial). Hasta el año 2007, ni el FAF ni ONDESAPS habían sido creadas. 
Actualmente la planificación de inversiones no está adecuadamente coordinada. Ni los subsidios a la inversión, ni los subsidios recurrentes, ya sean éstos pagados por el gobierno nacional o por los gobiernos estatales, están vinculados a mejoras en el desempeño.

## Apoyo externo 1
La falta de disponibilidad de fondos de contraparte que el gobierno debe aportar como parte de sus obligaciones a fin de ejecutar proyectos financiados por préstamos multilaterales, ha paralizado una serie de importantes proyectos que cuentan con financiamiento externo.

### Banco Interamericano de Desarrollo
El BID respalda la reforma del sector agua y saneamiento a través de un préstamo por 100 millones de dólares en apoyo al proceso de descentralización, el cual fue aprobado en 1998.890l préstamo también tiene como objetivo fomentar la participación del sector privado, siguiendo el modelo de los contratos de administración suscritos en los estados de Monagas y Lara.[cita requerida]
El 31 de agosto de 2011, el BID informó la aprobación de otro préstamo por 100 millones de dólares para mejorar el servicio de agua y saneamiento en unas 68 comunidades rurales y pequeñas poblaciones en Venezuela, beneficiando a unas 11.000 familias. El gobierno realizará un aporte de 25 millones de dólares, bajo la responsabilidad de Hidroven .

### Corporación Andina de Fomento
La Corporación Andina de Fomento (CAF) dio apoyo al sector agua y saneamiento a través de distintos préstamos, incluyendo cinco préstamos aprobados hasta 2003 por un total de 292 millones de dólares, de los cuales tres fueron otorgados a HIDROCAPITAL, la subsidiaria de HIDROVEN que sirve a Caracas. En 2004, la CAF aprobó un préstamo por 15 millones de dólares para mejorar los servicios de agua y saneamiento en la Península de La Guajira, en el estado de Zulia. En 2005, la CAF reasignó a proyectos ambientales 25 millones de dólares de un préstamo no desembolsado para la modernización y rehabilitación del sector agua y saneamiento. 
Al principio del año 2008, la CAF informó que aprobó un préstamo para programas de agua y saneamiento en los estados Venezolanos de Amazonas, Estado Anzoátegui, Aragua, Bolívar, Cojedes, Delta Amacuro, Sucre y Trujillo. Se estima que el costo total del programa tiene un costo total de US$72.3m, de las cuales la CAF prestará US$50m, dejando el resto para aportes locales. El programa será ejecutado a través del Hidroven.

### Agencia Canadiense para el Desarrollo Internacional
La Agencia Canadiense para el Desarrollo Internacional (ACDI) financia un proyecto de saneamiento para Caracas.